# ザーヒル・ガーズィー

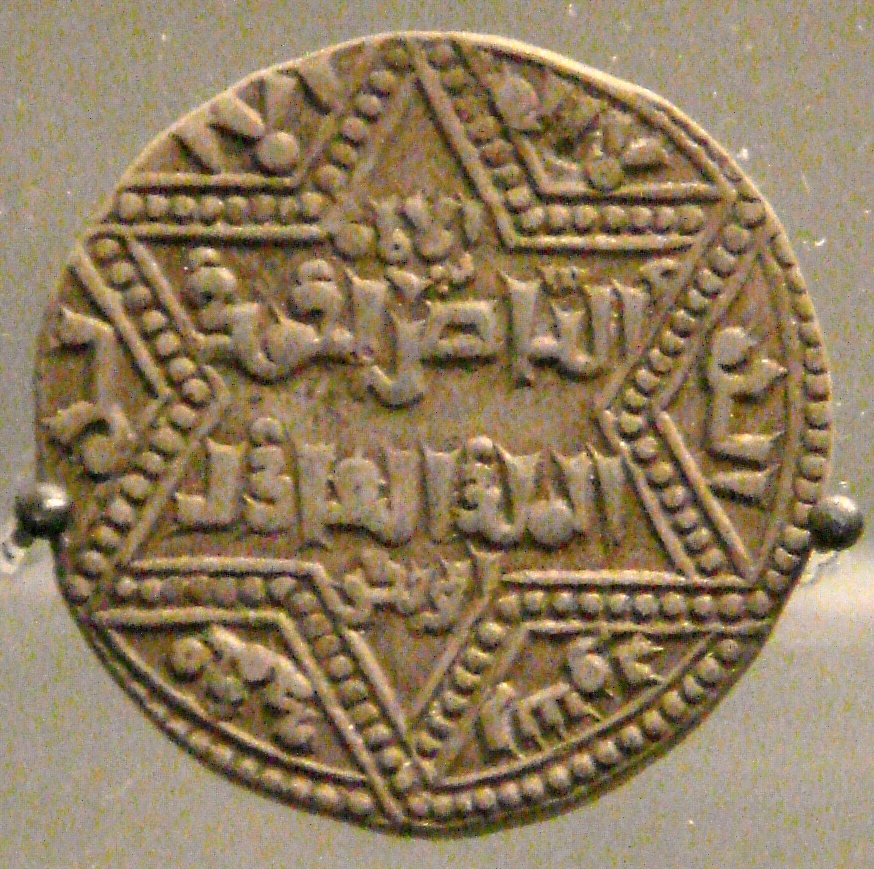
マリク・ザーヒルがアレッポを治めていた頃の1204年に発行された貨幣。

ザーヒル・ガーズィー（al-Ẓāhir Ġāzī b. Salāḥ al-Dīn、1173年 - 1216年）は、アイユーブ朝のサラーフッディーン（サラディン）の息子で、1186年から亡くなるまで、当時シリア北部の大都市であったアレッポとその後背地を治めた君主（マリク）。サラーフッディーン没後はアイユーブ朝全体に対する自身の影響力が弱まる中、アレッポの勢力圏の確保と拡大に努め、半世紀後のモンゴルによる侵攻期まで続く「アイユーブ朝アレッポ」王国を築いた。アレッポの支配権をめぐって叔父のアーディル・アブー・バクルと確執があったが、のちにその娘ダイファを后として迎え入れ、和解を図った。哲学者のスフラワルディーやイブン・アラビーとの親交でも知られる:162:202。

## 生涯
のちに尊敬を込めて「マリク・ザーヒル・ギヤースッディーン」（「信仰の守り手、護りの王子」の意）と呼ばれ、「アブー・マンスール」（勝利の人）なるあだ名も得たアブル・ファトフ・ガーズィーは、アイユーブ朝のスルターン・サラーフッディーン・ユースフの息子として、ヒジュラ暦568年ラマダーン月15日にカイロで生まれた。兄にアフダル・アリーとアズィーズ・ウスマーンがいる。換算方法にもよるが、ザーヒル・ガーズィーの生年月日を西暦に換算すると西暦1173年4月30日である。
父のサラーフッディーン・アイユービーは、ザーヒル・ガーズィーを息子たちの中でも特に気に入っていたとされ、西暦1183年にアレッポの町を手に入れると同時に、この町を彼に与えた。その結果、ザーヒルは11歳にしてシリア（歴史的シリア）の中で最大のイクターを所有することになった。しかし6ヵ月後にサラーフッディーンはアレッポの統治を、これを所望していた弟のアーディル・アブー・バクル（あるいは甥のタキーッディーン・ウマル・ブン・ヌールッダウラ・シャーハンシャー・アイユービー:534）に任せた:560。ところが、その3年後（1186年）、今度は再びアレッポをザーヒルに与え、アーディルをエジプトに配置した。このときサラーフッディーンがアレッポ統治者としてザーヒルに与えた称号は「スルターン」である（アミールより格上）。
イブン・ハッリカーンはザーヒル・ガーズィーが非常に洞察力にすぐれた人物であったとして、次のようなハバル（噂話）を伝えている。ザーヒルがアレッポに入城した後のある日のこと、官僚たちが城を守る兵士たちを集めて当時14歳前後のザーヒルの前で軍籍登録をした。官僚が兵士に一人ずつ名前を聞いて登録簿に名前を記入していたところ、一人の兵士が自分の番になっても名前を答えず、地面に接吻するばかりであった。その男の意図がわからず官僚たちが戸惑っていると、ザーヒルが「その者の名前はガーズィーだな」と言ったところ、はたしてその通りであった。地面に接吻した兵士は、自分と同じ名前を持つ新しいスルターンへの尊敬の思いから、そのような奇妙な行動をとったという。イブン・ハッリカーンによると、マリク・ザーヒル・ガーズィーにまつわるこのような噂話は、枚挙にいとまがないほど膨大にあるという。

キリキア・アルメニア王国とザーヒル領（アイユーブ朝アレッポ）の位置関係

上述のシリア北部の支配権をめぐる混乱は、ザーヒルとアーディルの間の個人的反目の原因になった。1193年にサラーフッディーンが亡くなると、アーディルがエジプトを政治的中心とするアイユーブ朝内部での発言力を次第に増していったのに対し、ザーヒルは政治的影響力を喪失していった。1193年から10年弱の間、ザーヒル軍とアーディル軍は小競り合いを繰り返したが、双方ともに勢力圏に大きな変化は生じなかった。
アイユーブ朝全体に対する自身の影響力の低下と同時並行的にザーヒルは、自身の勢力圏の確保と拡大に努めた。対内的には北部シリアにおけるムクターの権限を縮小した。対外的には、交渉、威迫、ときには戦闘も含むあらゆる手段を使ってアレッポ周辺の諸城を獲得していった。中でも重要なのが1207年に獲得したラタキアの港である。これによりザーヒル領は地中海への出口を獲得し、同年にヴェネツィア共和国と貿易協定を結んだ。ヴェネツィアとの貿易協定はエジプトやダマスクスの宮廷とは無関係のものであり、ザーヒル没後も1225年、1229年、1254年と、計4回結ばれた。
なお、ザーヒル領のすぐ北のキリキアには十字軍国家ではないがキリスト教国のアルメニアがあり、常に対立関係にあった。1207年に一度だけ、叔父アーディル・アブー・バクルの仲裁でアルメニアとの和睦に成功した。1212年にザーヒルは、アーディルの娘ダイファ・ハートゥーンと結婚した:78。ザーヒルは、アーディル領から旅してやってきたダイファを丁重に出迎えて歓迎し、后として迎え入れた。
このようにザーヒルは1193年以後、自分の勢力圏であるシリア北部地方の自立と勢力拡大に努めた。ザーヒルの政権は「アイユーブ朝アレッポ」（Ayyubid dynasty of Aleppo）とも呼ばれ、モンゴルの侵攻（1260年）により滅亡するまで、ザーヒル・ガーズィー（r.1186–1216）、アズィーズ・ムハンマド（r.1216–1236）、ナースィル・ユースフ（r.1236–1260）と続いた。
ザーヒル・ガーズィーは、イスラーム思想・哲学者のシハーブッディーン・ヤフヤー・スフラワルディーやムヒッディーン・ブン・アラビーとの交流でも知られている:162:202。
スフラワルディーは1183年にアナトリア半島のビザンツ帝国との国境あたりの町からアレッポへやってきて、ザーヒルの庇護を受けて思想家として活動した:162。スフラワルディーの主要著作はザーヒル統治下のアレッポで執筆された:162。しかし、一説によれば「異端的」なスフラワルディーの思想がザーヒルに悪影響を及ぼすことを畏れたサラーフッディーンの命令によって、ザーヒルはスフラワルディーを殺さねばならなくなった:162。スフラワルディーに「殺された人」を意味する「マクトゥール」（al-Maqtūl）のあだ名があるのは、1191年ごろに生じたこの事件に由来する:162。
イブン・アラビーの著作『マッカの啓示』（al-Futūḥāt al-Makkiyya）III69.30 には、著者の一人称によりザーヒル・ガーズィーの肉声がありのままに記録されている:202。イブン・アラビーによると、ザーヒルは、王権におもねってシャリーアを自由気ままに解釈したファトワーを発行する自領内のウラマーに対して、内心では強い不満を持っていた:202。
ザーヒル・ガーズィーは、ヒジュラ暦613年第2ジュマーダー月23日の夕刻、アレッポ城内で亡くなった。この第2ジュマーダー月23日は、奇しくもヒジュラ暦582年に彼が同城に入城した日付と同じだった。ザーヒルはいったん城内に葬られたが、息子アズィーズの後見人（アターベク）、シハーブッディーン・トグリルという宦官が、学院を拡張する際に遺体を、新たに建てた霊廟に移した。